# ابن عبد الدائم
ابن عبد الدائم  أو أحمد بن عبد الدائم (713هـ- 775هـ) من علماء الدين الإسلامي في القرن الثامن الهجري.

## الاسم الكامل
شمس الدين أبو عبد الله محمد بن الشيخ المسند أبي عبد الله محمد بن الشيخ المسند الكبير أبي بكر بن الإمام العالم أبي العباس أحمد بن عبد الدائم بن نعمة بن أحمد بن محمد بن إبراهيم بن أحمد بن بكير المقدسي الصالحي.

## سيرته
شيخ جليل من أعيان المشايخ المسندين، والطلبة الرحالين، قرأ الحديث[ ؟ ] بنفسه، وكتب التسميعات بخطه، وَكَانَ يحدث مِنْ لَفْظِهِ، ولديه فضل، وعنده معرفة بالحديث[ ؟ ] والأدب، ونسخ مَا لا يدخل تحت حصر من اكتب الكبار والصغار، وأجزاء الحديث[ ؟ ]، وكانت معيشته من ذلك، وَكَانَ خطه حسنا، وطريقته مستحلاة، وولي خطابة قرية كفر بطنا، من قرى دمشق مدة، وكذلك ولي مشيخة دار الحديث الأشرفية بسفح جبل قاسيون مدة.

## مؤلفاته
- مشيخة أبي بكر بن أحمد بن عبد الدائم المقدسي الحنبلي، تحقيق إبراهيم صالح، (سلسلة نوادر الرسائل)، دار البشائر بدمشق، 1996.